# Obieg tlenu w przyrodzie
Obieg tlenu w przyrodzie, cykl tlenu – cykl biogeochemiczny, który opisuje cyrkulację tlenu i jego związków chemicznych (głównie dwutlenku węgla) w biosferze. Ogólnie cykl ten wygląda tak, że tlen jest pobierany z atmosfery przez wszystkie organizmy, a następnie wykorzystywany w procesie oddychania komórkowego. Produktem ubocznym tej reakcji jest dwutlenek węgla, uwalniany z powrotem do atmosfery, z której jest pobierany przez rośliny i zamieniany z powrotem w tlen w procesie fotosyntezy.